# 下増田町
下増田町（しもますだまち）は、群馬県前橋市の地名。郵便番号は379-2113。2013年現在の面積は1.99km2。

## 地理
前橋市の南東、広瀬川と荒砥川の合流地点の北側で、両側に挟まれて位置している。

### 河川
- 広瀬川
- 荒砥川

## 歴史
江戸時代頃からある地名である。はじめ前橋藩領、文化3年から下野佐野藩領だった。もとは上増田村（現:上増田町）と一村で「増田町」と称していた。

### 年表
- 天正18年（1590年） - 平岩親吉が前橋城主となり、下増田は前橋藩領となる[5]。
- 元禄15年（1702年） - 元禄郷帳に上増田村と下増田村が別に記述されている。寛文8年（1668年）の「上野国郷帳」では増田村として記述されるため、この間に分村されたとみられる[6]。
- 寛延2年（1749年） - 天領となる[7]。
- 文化3年（1806年） - 下野国佐野藩領となり、そのまま廃藩置県を迎える[7]。

- 明治22年（1889年）4月1日 - 町村制施行により、下増田村は天川大島村、上大島村、下大島村、女屋村、上長磯村、東上野村、野中村、下長磯村、小屋原村、笂井村、上増田村と合併し南勢多郡木瀬村が成立する。
- 明治27年（1896年）4月1日 - 南勢多郡と東群馬郡が統合し勢多郡となる。
- 昭和32年（1957年）1月20日 - 勢多郡木瀬村、荒砥村が合併し城南村が成立する。
- 昭和42年（1967年）5月1日 - 城南村が前橋市へ編入される。そのため前橋市下増田町となる。

## 世帯数と人口
2017年（平成29年）8月31日現在の世帯数と人口は以下の通りである。
| 町丁     | 世帯数  | 人口  |
| -------- | ------- | ----- |
| 下増田町 | 352世帯 | 940人 |

## 小・中学校の学区
市立小・中学校に通う場合、学区は以下の通りとなる。
| 番地 | 小学校             | 中学校             |
| ---- | ------------------ | ------------------ |
| 全域 | 前橋市立駒形小学校 | 前橋市立木瀬中学校 |

## 交通

### 鉄道
町内をJR東日本両毛線が通過する。かつて町内には下増田駅があったが、1968年に休止となった後、1987年に廃止された。

### 道路
北関東自動車道が通っているが国道、県道は通っていない。

## 施設
- 前橋市下増田運動場
- 蓮華院（前橋厄除大師）
- 今宮八幡宮 - 旧社格は村社[9]。